# Spermium

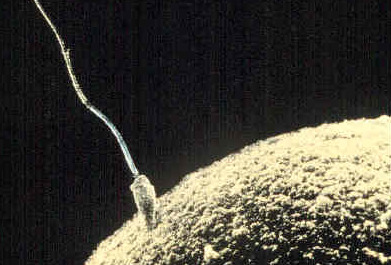
Spermium und Eizelle

Ein Spermium (Plural Spermien), Spermatozoon (Plural Spermatozoen) oder Spermatozoid (Plural Spermatozoiden), auch Samenfaden oder Samenzelle genannt, ist eine Form von Gameten (Keimzellen), nämlich eine zu eigenständiger Bewegung fähige, reife Keimzelle, die bei der Vereinigung mit einer unbeweglichen, meist größeren Keimzelle (Eizelle) zu deren Befruchtung führt. Männliche Keimzellen, die nicht zu eigenständiger Bewegung fähig sind, werden als Spermatien (Singular Spermatium) bezeichnet.
Bei Menschen werden Spermien von einem männlichen Individuum meistens in großer Zahl in den Samenkanälchen der Hoden produziert und sind wesentlich kleiner als die zu befruchtende Eizelle der Frau, weil sie im Gegensatz zur Eizelle keine größeren Plasmamengen und dotterhaltigen Nährstoffe enthalten. Zu unterscheiden sind die Begriffe Spermium und Sperma. Das Sperma (die Flüssigkeit) besteht aus dem Seminalplasma mit den darin enthaltenen Spermien und etlichen Epithelzellen der Hodenkanälchen.
Verschiedene Zelltypen, so auch die Spermatozyten, besitzen eine Form des Immunprivilegs. Dieses Privileg verhindert eine Autoimmunreaktion gegen die Spermatozyten und ist zur Vorbeugung von Infektionen ausschlaggebend. Vergleiche mit Mäusen haben gezeigt, dass besonders Menschen bei einer Störung dieses Privilegs häufig an einer Orchitis zu erkranken scheinen, welche wiederum eine mögliche Ursache für Unfruchtbarkeit ist.
Trotz der historisch bedingt synonymen Bezeichnungsverwendung ist das Spermium nicht homolog zum Samen der Pflanzen, der bereits den pflanzlichen Embryo enthält, sondern es handelt sich um einen Gameten, welchem bei Pflanzen die generative Zelle in einem Pollenkorn funktionell entspricht.
Als Zelle hatte Adolph von La Valette-St. George das Spermium (ebenso wie das Ei) 1865/1866 nachgewiesen.

## Spermien mit Geißeln

Feinstruktur eines humanen Spermatozoons

Menschliche Spermien können mit einem gewöhnlichen Lichtmikroskop bereits bei einer 100-, besser aber 400-fachen Vergrößerung ohne Einfärbung beobachtet werden. Beim menschlichen Spermium handelt es sich um eine begeißelte Zelle, die einen Kopfteil mit haploidem Chromosomensatz in einem Zellkern (entweder mit X- oder Y-Chromosom), ein Mittelstück („Hals“ mit Zentrosom und darumliegenden Mitochondrien-Paketen) sowie eine Geißel (auch als „Schwanz“ bezeichnet) besitzt. An der der Geißel gegenüberliegenden Seite, also beim Schwimmen an der Vorderseite des Spermiums, liegt der Kopf, der für das Eindringen in die Eizelle zuständig ist. Am äußersten Ende des Spermienkopfs befindet sich die Kopfkappe (Akrosom), die mit Enzymen gefüllt ist, die das Durchdringen der Ei-Membran erleichtern. Mittel- und Schwanzstück enthalten den Achsenfaden (axial filament). Dieses Filamentbündel entspringt am Zentriol und besteht wie eine Geißel aus zwei Zentral- und neun peripheren Doppelfilamenten.

## Größen
Die Größe der Spermien variiert bei den einzelnen Arten stark. Während die Riesenspermien von Ostrakoden (Muschelkrebse) 7 mm lang sind und damit bis zu zehnmal so lang wie die Muschelkrebse selbst werden können, besitzen menschliche Spermien nur eine Länge von etwa 60 µm: der Kopfteil ist hierbei etwa 5 µm lang und 3 µm breit, während die Geißel einschließlich „Hals“ rund 50 µm lang ist. Die Größe der Spermien kann sogar innerhalb der gleichen Art variieren, je nachdem, ob ein Männchen mehrere Nebenbuhler hat oder nicht. So hat man bei Fröschen festgestellt, dass die Spermiengröße und damit auch die Länge der Geißel zunimmt, wenn das betreffende Männchen sich mit anderen Männchen um die Befruchtung der Eier eines Froschweibchens auseinanderzusetzen hat. Die Spermien mit der längsten Geißel, die am schnellsten schwimmen können, haben dabei die größte Chance, als erste die vom Weibchen ins Wasser abgegebenen Froscheier zu erreichen.
Nicht nur bei Süßwasser-Muschelkrebsen, sondern auch bei einigen anderen Arten im Tierreich gibt es Riesenspermien. Diese sind teilweise um ein Vielfaches länger als ihr Produzent. Sie kommen bei einigen Arten von Würmern, Schmetterlingen und Wasserwanzen vor. Den Größenrekord hält dabei die Taufliege Drosophila bifurca. Ihre Samenzellen messen mit bis zu 58 Millimetern Länge mehr als das Zehnfache der Körperlänge des Insekts.

## Besondere Spermienformen
Bei niederen Krebsen und etlichen Spinnentieren können die Spermien insgesamt kugelförmig sein. Der Spulwurm besitzt nagelförmige Spermien mit einem Glanzkörper aus spezifischen Eiweißen. Andere Rundwürmer und auch Milben haben amöboid bewegliche Spermien. Bei den Zehnfußkrebsen (Decapoda) kommt eine Art „Explosionseinrichtung“ in Form eines Sprungfedermechanismus vor, der das Spermium in die Eizelle katapultiert.

## Bildung
Bei Wirbeltieren werden Spermien im Epithel der Hodenkanälchen des Hodens produziert. Siehe Spermatogenese.

## Menschliche Spermien

Phasenweise Darstellung des Eindringens des Spermiums in eine Eizelle

### Entdeckung
Bei Galenos (2. Jahrhundert n. Chr.) herrschte die Vorstellung von in den Hoden gebildetem männlichen und in den „weiblichen Hoden“, den Ovarien, gebildetem weiblichen „Sperma“ bzw. Samen.
Spermatozoen wurden mikroskopisch vom Medizinstudenten Johan Ham († nach 1723) entdeckt. Er kam zu Antoni van Leeuwenhoek, der weiterführende Untersuchungen machte und 1677 einen Brief mit der Entdeckung an die Royal Society schickte. Leeuwenhoek benannte die neu entdeckten „Partikel“ wie schon zuvor von ihm entdeckte Bakterien als Animalcula, also (Samen-)Tierchen, und ordnete sie den Infusorien zu, er erkannte bereits richtig, dass sie im Hoden gebildet werden müssen. Seiner Vorstellung nach als einer der Begründer der Präformationslehre handelte es sich aber um etwas wie Menschen-Larven. Der gesamte Mensch wäre demnach im Spermium als „Homunculus“ bereits vorgebildet und müsse nur noch heranwachsen, er bestritt jede Bedeutung der Mutter und der mütterlichen Eier (die Eizelle wurde erst 1827 entdeckt); sein Konkurrent Jan Swammerdam vertrat jedoch die gegenteilige Ansicht. In der Forschung der folgenden Jahrhunderte tobte ein erbitterter Streit zwischen den „Ovisten“, die den Keim des künftigen Menschen im Ei, und den „Animalculisten“, die ihn im Spermium lokalisierten. Beide glaubten an eine Präformation des Menschen in dem jeweiligen Keim, möglicherweise sogar immer kleiner eingeschachtelt, und so auf die ersten Menschen Adam oder Eva zurückgehend.
Den Ausdruck Spermatozoon (griechisch für Samentier, Samenlebewesen) verwendete erstmals 1826 der Embryologe Karl Ernst von Baer, der die fertile Funktion dieser „Lebewesen im Sperma“ damals zu Recht für unbewiesen hielt.
1842 veröffentlichte der Schweizer Biologe Albert von Kölliker seine Untersuchungen an Spermien in dem Werk Untersuchungen über die Bedeutung der Samenfäden.
Dass Spermien in das Ovum eindringen, wurde mikroskopisch erstmals 1843 von Martin Barry beobachtet.

### Bau und Funktion
Das Spermium des Mannes besteht aus
- einem Kopfteil, der den haploiden Chromosomensatz und zwischen 2682 und 2886 verschiedene mRNA-Moleküle im Zellkern enthält,
- einem Mittelstück mit vier bis fünf Mitochondrien, die die Energie in Form von ATP-Molekülen für die Fortbewegung liefern,
- einem beweglichen Schwanzteil mit längsverlaufendem Fibrillensystem aus Mikrotubuli zur Fortbewegung.

Menschliche Spermien dienen – wie die Spermatozoen der anderen Organismen – der Befruchtung einer weiblichen Eizelle. Sie werden nach ihrer Fertigstellung (Spermatogenese) zunächst im männlichen Nebenhoden gelagert, um von dort aus über den Samenleiter und die Harnröhre bei der Ejakulation während des männlichen Orgasmus ausgestoßen zu werden. Rund 300 Millionen von ihnen landen in der weiblichen Scheide. Von der Scheide aus gelangt nur ein kleiner Teil der Spermien, die zur Befruchtung vorgesehen sind, über den Eileiter zur Eizelle, dem weitaus größeren Teil gelingt der hindernisreiche Weg bis in diese Region nicht, oder aber er ist für andere Funktionen vorgesehen (vergl. Spermienkonkurrenz).
Auf dem Weg zur Eizelle werden die Spermien wahrscheinlich chemotaktisch von Progesteron oder duftähnlichen Substanzen, dem pH-Wert und Temperaturunterschieden geleitet. Aufgenommen werden die Reize einerseits von Molekülen der großen Familie der G-Protein-gekoppelten Rezeptoren in der Membran des Anfangsteils des Spermienschwanzes, die z. T. mit denen in den Riechzellen unserer Nase identisch sind (Geruchsrezeptoren), andererseits durch den CatSper-Ionenkanal, der auch durch viele niedermolekulare Substanzen aktiviert werden kann. Experimentell konnte gezeigt werden: Bindet der Duftstoff Bourgeonal (Maiglöckchenduft) an den OR1D2, steigt im Innern des Spermiums die Calcium-Konzentration. Gleiches gilt nach aktuellen Erkenntnissen für eine Bindung und Aktivierung des CatSper-Kanals. Dies hat zur Folge, dass das Spermium seine Schwimmrichtung ändert und gleichzeitig die Schwimmgeschwindigkeit verdoppelt. Dabei sind insbesondere die Veränderungen der Calcium-Konzentrationen, nicht deren absolute Höhe, für die Richtung der Fortbewegung verantwortlich. Es ist jedoch höchst unwahrscheinlich, dass der natürliche Bindungspartner des Bourgeonal-Rezeptors der einzige „Wegweiser“ zur Eizelle ist; eher ist von mehreren Faktoren auszugehen.
Wegen der vielen Hindernisse erreichen unter Normalbedingungen nur etwa 300 Spermien diejenige Stelle am Ende des Eileiters, an der die Eizelle auf ihre Befruchtung wartet. Die Eizelle lässt sich allerdings nur von einem einzigen Spermium befruchten. Bei der Befruchtung dringt der Inhalt des Spermienkopfes in die Eizelle ein, die dadurch diploid wird und nun Zygote heißt. Nach neueren Erkenntnissen beeinflussen die zusammen mit dem Zellkern des Spermiums in die Eizelle eingedrungenen männlichen mRNA-Moleküle die Entwicklung des aus der Zygote entstehenden Embryos. 2018 wurde entdeckt, dass in seltenen Fällen auch Mitochondrien des Spermiums in die Eizelle gelangen können.
Ein Ejakulat kann bis zu 1.587,5 Terabyte an DNS-Daten enthalten.

### Fortbewegung

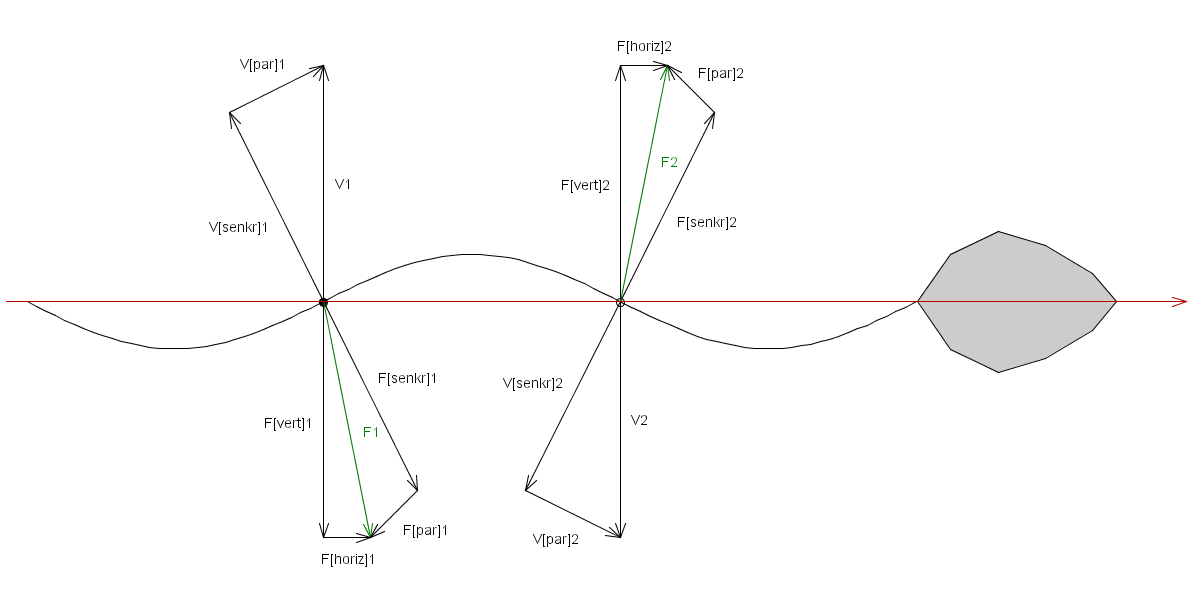
Darstellung der Kräfte, die bei der rhythmischen Fortbewegung eines Spermiums wirken.

Die menschlichen Spermien besitzen eine aktiv bewegliche Geißel. Im 17. Jahrhundert beschrieb der niederländische Naturforscher Antoni van Leeuwenhoek als erster menschliche Samenzellen und erkannte mittels Lichtmikroskop auch die längliche Geißel, mit deren Hilfe sie sich fortbewegen. Nach Aussage dieses Forschers peitschen die Spermien beim Schwimmen ihre Geißeln schlangenähnlich wie Aale im Wasser. Deshalb galt über 300 Jahre in den Lehrbüchern, dass die beiden auf der Geißel markierten Punkte sich nach oben (linker Punkt) und unten (rechter Punkt) bewegen. Diese Geschwindigkeit wird aufgeteilt in den Teil, der parallel (V[par]) zum Abschnitt der Geißel verläuft, und den Teil, der senkrecht (V[senkr]) dazu verläuft. Die daraus resultierende Kraft F wird wiederum in zwei Teile aufgeteilt, nämlich den Teil der Kraft, der parallel zur Bewegungsrichtung des Spermiums wirkt (F[horiz]), und den Teil, der vertikal zur Bewegungsrichtung wirkt (F[vert]). Die Summe der beiden Kräfte, die parallel zur Bewegungsrichtung des Spermiums gerichtet sind, bilden die vorantreibende Kraft. Laut einer neuen Studie drehen sich jedoch bei der Fortbewegung die Geißeln eher wie ein Korkenzieher immer in eine Richtung. Das Forscherteam um Hermes Gadêlha hat hochauflösende 3-D-Aufnahmen von Spermien gemacht und konnte dabei die tatsächliche Bewegungsart beobachten. Demnach ist die Geißel schief und schlängelt nur auf eine Seite. Damit sich die Spermien auf diese Weise nicht nur im Kreis herum bewegen und somit den Weg zur Eizelle verfehlen, drehen sie sich als Ganzes wie Korkenzieher oder Kreisel, gleichen damit die einseitige Schlagbewegung der Geißel aus, und bewegen sich vorwärts. Mit dem von van Leeuwenhoek und auch heute oft verwendeten normalen Mikroskop war und ist das nicht zu erkennen, denn die schnellen und synchronisierten Drehbewegungen sehen dabei so aus, als bewege sich die Geißel symmetrisch von Seite zu Seite. Die neuen Erkenntnisse durch Beobachtungen mit einem 3-D-Mikroskop können nach Ansicht der Forscher auch praktische Folgen haben. Da die Ursache von mehr als der Hälfte aller Fälle von Unfruchtbarkeit beim Mann liegt, ist es sehr bedeutend und grundlegend, genau zu verstehen, wie der Schwanz von Spermien sich tatsächlich bewegt und funktioniert, um in Zukunft Exemplare mit Fehlfunktion erkennen zu können.

### Lebensdauer
Nach einer Reifungsdauer von etwa 10 Wochen von der Spermatogonie zur Spermatozoe (ausgereiftes Spermium) kann ein Spermium bis zu einem Monat im Spermadepot des Mannes überdauern. An der Luft können Spermien je nach Umweltbedingungen (Licht, Temperatur, Feuchtigkeit) bis zu 24 Stunden überleben. Sobald das Ejakulat mit den Spermien trocknet, sterben diese ab. Es kann also keine Befruchtung mittels eingetrocknetem Sperma stattfinden. Dies liegt daran, dass die Spermien zum Überleben die Flüssigkeit benötigen, die sie umgibt: das Seminalplasma. Solange darin die Bewegungsfähigkeit der Samenzellen gesichert ist, sind sie lebensfähig. Durch den Ausgleich der pH-Werte von Vagina (pH 4–5) und Zervixschleim und Sperma (pH 6–8) ist es den Spermien möglich, in dem an sich »feindlichen« Milieu zu überleben. Unter optimalen Bedingungen in den Buchten der Zervixschleimhaut können Spermien dort bis zu sieben Tage überleben. Von den durchschnittlich 250 Millionen Spermien pro Samenerguss erreichen nur ca. 500 bis 800 die Eileiter. Ein Grund hierfür ist der Zervixschleim, durch den die nicht schwimmfähigen Spermien gefiltert werden. Eine Abweichung vom optimalen, leicht basischen pH-Wert (7,2–7,8) führt zum Absterben der Spermien. Die meisten in mechanischen und chemischen Empfängnisverhütungsmethoden verwendeten Spermizide arbeiten auf dieser Basis. Die im Genitalbereich häufig verwendeten pH-neutralen Pflegeprodukte sind nicht spermizid und für eine empfängnisverhütende Nachsorge ungeeignet.

### Qualität
Die Spermienqualität in den Industriestaaten geht weltweit seit Jahren zurück. Bei 60 % der untersuchten Schweizer zwischen 18 und 22 Jahren liegt mindestens ein Kennwert unterhalb des Grenzwerts der Weltgesundheitsorganisation (WHO) für gute Zeugungsfähigkeit.
Kritiker, darunter Dolores Lamb, die stellvertretende Direktorin der urologischen Klinik der Cornell University, wenden ein, dass die Qualität der verwendeten Daten der meisten Studien zur Spermienqualität unzureichend sei und sich die verwendete Zählweise über die Jahre stark geändert habe. Dadurch seien die meisten Studien zusammen mit darauf basierenden Metastudien sinnlos. Als Gegenbeispiel wird die unter sehr kontrollierten Bedingungen ausgeführte Studie von Elisabeth Carlsen in Dänemark angeführt, bei der zwischen 1996 und 2010  sogar eine leichte Steigerung der Spermienkonzentration der Probanden festgestellt wurde.

## Sporenpflanzen
Die zweigeißeligen Gameten der männlichen Geschlechtsorgane (Antheridien) von Moosen, Farnen und Bärlapppflanzen werden Spermatozoide genannt. In der Regel gelangen diese durch Regen auf das Archegonium, das weibliche Geschlechtsorgan der Sporenpflanzen. Hier können sie sich bis zu mehreren Millimetern fortbewegen, bis sie die Zygote erreichen. Hornmoose besitzen rechtsdrehende Spermatozoide. Nach der Befruchtung bildet sich der Sporophyt.

## Spermienkonkurrenz
Der Begriff Spermienkonkurrenz beschreibt die Konkurrenz von Spermien eines oder mehrerer Männchen um die Chance zur Befruchtung einer Eizelle. Spermienkonkurrenz entsteht, weil die Männchen aller Tierarten sehr viel mehr Spermien produzieren als die Weibchen ihrer Art befruchtungsfähige Eizellen.
Eine weitere Variante, die zuerst bei Insekten beobachtet wurde und auch bei den Säugetieren vorkommen soll, besteht darin, dass die Männchen nicht nur befruchtungsfähige Spermien ejakulieren, sondern auch bewegungsunfähige und solche, die durch Zelloberflächenmoleküle konkurrierende Spermien abtöten. Die bewegungsunfähigen Spermien blockieren den Weg etwaig vorhandener Fremdspermien, so dass sie schlechter an den weiblichen Schleimhautoberflächen entlang zur Eizelle wandern können. Sogenannte „Killerspermien“ suchen gezielt nach Fremdspermien, deren Oberflächenstruktur nicht der eigenen entspricht, und töten diese chemisch ab.
Eine defensive Strategie besteht darin, ein Weibchen möglichst oft zu begatten. Dies führt dazu, dass sich im Körper des Weibchens zu jeder Zeit eine größere Menge eigener Spermien befinden. So haben die Spermien eines Konkurrenten eine geringere Wahrscheinlichkeit, zur Befruchtung zu gelangen.

## Verwendung der Bezeichnung „Samen“
Spermien und Sperma werden oft als Samen bezeichnet. Dies kann in die Irre führen, denn ein Same ist ein (oft in Fruchtfleisch eingebettetes) Verbreitungsorgan der höheren Pflanzen, das aus einem ruhenden pflanzlichen Embryo besteht, der von Nährgewebe und einer Samenschale umgeben ist.
Die Verwendung der Bezeichnung Same oder Samen für die Spermien leitet sich aus der Bibel ab, wobei sie dort nicht den Anspruch erhebt, wissenschaftlich korrekt zu sein, sondern eher verwandtschaftliche Abstammung betonen will, und dies auf eine für damalige Verhältnisse verständliche Weise. Das hebräische Wort für Same (זרע zera) wird dort unterschiedslos für Pflanzen, Tiere und den Menschen gebraucht. So empfängt einerseits die Frau den männlichen Samen (Num 5, 28) oder erweckt ihn beim erotischen Spiel (Gen 19, 32 und 34), andererseits wird das Land mit den Samen der Feldfrüchte besät (Dtn 29, 22; Ez 36, 9).
Zudem beschränkte sich in antiken und mittelalterlichen Vorstellungen das Vorhandensein eines „Samens“ als Keimzelle nicht nur auf das männliche Geschlecht. Das Corpus Hippocraticum sah den Zeugungsstoff als Samen an, welcher von beiden Geschlechtern sowohl in weiblicher als auch männlicher Form beigesteuert wird. Das Geschlecht des dabei gezeugten Kindes hinge vom Verhältnis des stärkeren zum schwächeren Samen ab.
Aus dem alten Ägypten stammt die falsche Vorstellung, dass der männliche Same bereits der Mensch in nuce sei, der im Mutterleib quasi wie in einer Nährlösung nur noch heranzureifen braucht. Diese Vorstellung wurde in Antike und Neuzeit als Präformationslehre vertreten.
Schließlich bezeichnet das Wort Same auch die Nachkommenschaft selbst. Wenn die Bibel vom Samen Abrahams spricht, dann sind damit die aus Abraham hervorgegangenen Nachkommen gemeint (Jes 41, 8; Jer 33, 26). All diese Bedeutungen sind hier nicht gemeint. Neuere Schulbücher sprechen nicht mehr vom Samenleiter, sondern ausdrücklich vom Spermienleiter.
Tatsächlich bedeutet bereits das griechische Wort σπέρμα (Sperma) nichts anderes als „Samen“. Das findet sich auch in botanischen Bezeichnungen wie Angiospermen für „Bedecktsamer“ wieder. Die Mehrdeutigkeit besteht also in mehreren Sprachen.

## Weitere Wortbildungen
- Spermatophore (Samenpakete) dienen bei manchen Tierarten der Spermienübertragung.
- Ein Spermiogramm wird bei Menschen durch Analyse des Ejakulats erstellt und dient der Beurteilung der Zeugungsfähigkeit des Mannes.

### Populärwissenschaftliche Bücher
- Britta Hähnel: ReproTier-Kompetenzverbund präsentiert: Die kleine Spermienfibel: Größenmessung an Spermien verschiedener Tierarten. durchgeführt und dokumentiert im Institut für Fortpflanzung landwirtschaftlicher Nutztiere Schönow e. V., Mensch & Buch, Hähnel 2007, ISBN 978-3-86664-186-0.
- Robie H. Harris: Was jetzt kommt ist … einfach irre! Ein Buch über Eier und Spermien, Geburt, Babys und Zusammenleben. Beltz & Gelberg, Weinheim 2002, ISBN 3-407-75319-5.
- Vivien Marx: Das Samenbuch, alles über Spermien, Sex und Fruchtbarkeit (= Fischer-Taschenbuch. Band 14140). Fischer, Frankfurt am Main 1999, ISBN 3-596-14140-0.

### Spezielle wissenschaftliche Literatur
- 1938: Walther Schönfeld: Um die Entdeckung der menschlichen Samenfäden (Ludwig von Hammen aus Danzig – Johan Ham aus Arnheim [Holland] – Antony van Leeuwenhoek aus Delft). In: Archiv für Dermatologie und Syphilis. Band 178, Nummer 3, 1938, S. 358–372, ISSN 0365-6020.
- 1950: Olaf W. Dietz: Die Zahl der Spermien im Ejakulat des Ziegenbockes in der Abhängigkeit zur Sexualpause. Dissertation Universität Leipzig, Veterinär-medizinische Fakultät, 15. Dezember 1950, DNB 481838465.
- 1971: Charles A. Joël: Historical survey of research on spermatozoa from antiquity to the present. In: Fertility disturbances in men and women. Basel 1971, S. 3–43.
- 1974: Stephan Schulte-Wrede: Raster-Elektronenmikroskopie von Spermien des Hausschafs „Ovis ammon aries L.“ Dissertation Universität München 1974, DNB 780784022 (Aus: Zeitschrift für Zellforschung und mikroskopische Anatomie. Nr. 134, 1972, ISSN 0340-0336, S. 105–127, zusammen mit Rudolf Wetzstein).
- 1983: Ulrich Wirth: Spermien und Spermatogenese bei Nematoden und die Bedeutung der Spermien für die Phylogenetik der Metazoen. Dissertation, Universität Freiburg, Freiburg im Breisgau 1983, DNB 840435703.
- 1990: Heike Rauhaus: Untersuchungen zur Morphologie und Lebend-Tot-Färbung von Spermien einiger Haustierarten. Dissertation, Universität München, 1990, DNB 901541443.
- 1995: Dirk Schulze Bertelsbeck: Die Bedeutung von Spermienantikörpern in Serum und auf Spermien für die Diagnose der immunologisch bedingten Infertilität. Dissertation Universität Münster (Westfalen) 1995, DNB 946147442.
- 1996: Manuela Quandt: Inhibition und Stimulation der Spermienmigration im in vitro Spermien-Mukus-Interaktionsmodell. Dissertation, Universität Heidelberg, 1996, DNB 949085073.
- 1996: Stefan Hans Uhlich: Vergleich von Spermien nach Präparation mit Glaswollfiltration oder Percoll-Dichtegradientenzentrifugation: eine elektronenmikroskopische Untersuchung. Dissertation, Universität Ulm, 1996, DNB 949658227.
- 1999: World Health Organization (Hrsg.): WHO-Laborhandbuch zur Untersuchung des menschlichen Ejakulates und der Spermien-Zervikalschleim-Interaktion (Originaltitel: WHO Laboratory Manual for the Examination of Human Semen and Sperm Cervical Mucus Interaction. übersetzt von Eberhard Nieschlag und Susan Nieschlag in Zusammenarbeit mit Monika Bals-Pratsch). Springer, Berlin/ Heidelberg/ New York u. a. 1999, ISBN 3-540-66335-5.
- 2001: Andrea Wagner: Das funktionelle Spermienreservoir im Säugetier. Charakterisierung der kohlenhydratvermittelten Vorgänge der Spermien-Oviduktbindung beim Schwein. Dissertation, Tierärztliche Hochschule Hannover, 2001, DNB 964080087 (online PDF, kostenfrei, 113 Seiten, 1,3 MB).
- 2002: Brigitte Reimesch: Untersuchungen zum Einfluss von Coenzym Q10 und einer Mischung aus Coenzym Q10 und Vitamin C, in vitro, auf die Beweglichkeit der Spermien. (Mikrofiche). Dissertation, Universität Erlangen-Nürnberg, 2002, DNB 964741318.
- 2002: Steffen Klaus Meurer: Molekularbiologische und immunologische Charakterisierung von Chemorezeptoren in Säugetier-Spermien (= Berichte des Forschungszentrums Jülich). Forschungszentrum Jülich, Zentralbibliothek, Jülich 2002 ISSN 0944-2952 (= Dissertation, Universität Köln, 2002).
- 2003: Johannes Solzin: Chemotaxis von Seeigel-Spermien, kinetische Messungen intrazellulärer Botenstoffe (= Forschungszentrum Jülich: Berichte des Forschungszentrums Jülich. Band 4030). Dissertation, Universität Köln, 2003, DNB 968795285.
- 2010: Britta Verena Behr: The biotechnological potential for manipulating offspring sex in the rhinoceros and the elephant. Freie Universität, Berlin 2010, ISBN 978-3-86664-702-2 (Dissertation, FU Berlin, 2009, Jornalnummer 3291 online PDF, kostenfrei, 126 Seiten, 3,8 MB (englisch)).